# Marie Anne Rosalie Thévenin
Pour les articles homonymes, voir Thévenin.
Marie Anne Rosalie Thévenin, née le 31 juillet 1819 à Lyon et morte le 15 février 1892 à Paris, est une peintre française.

## Biographie
Marie Anne Reine Thévenin est la fille de Thomas Thévenin, orfèvre, et de Jeanne Françoise Ferrier.
Elle est l'élève de Léon Cogniet et de J. Paris, et expose au Salon à partir de 1842 et jusqu'en 1889. Elle remporte une médaille de bronze en 1849, en 1859 puis en 1861.
Elle reste célibataire alors que sa sœur Catherine-Caroline Cogniet épouse Léon Cogniet à Paris le 27 avril 1865.
Marie Anne Rosalie Thévenin meurt le 15 février 1892 à Paris, à son domicile du boulevard de Magenta à l'âge de 72 ans, quelques heures seulement après le décès de sa sœur.
Les deux sœurs sont inhumées le 17 février au cimetière du Père-Lachaise.

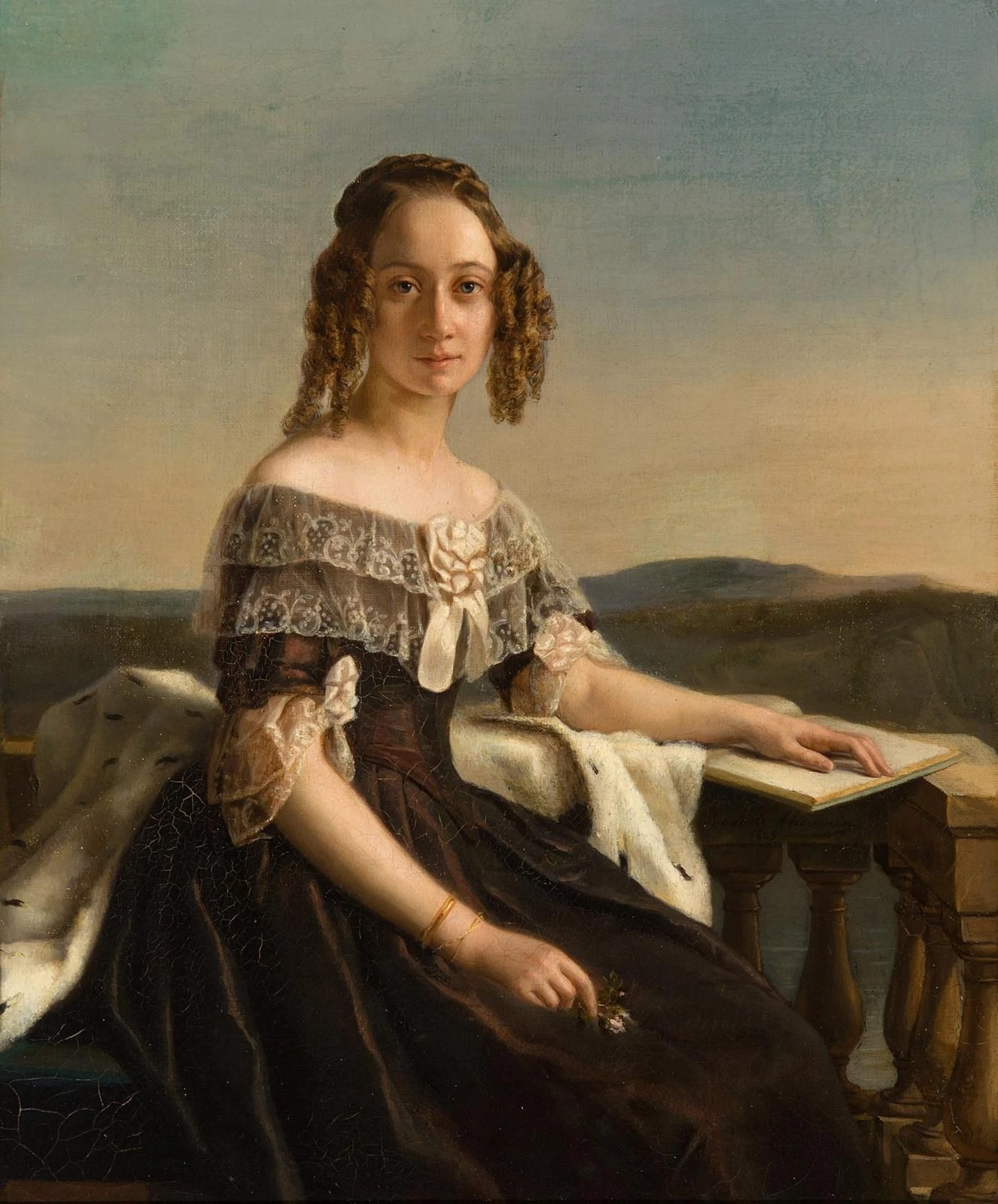
Portrait d'une dame dans un paysage, 1845, collection privée
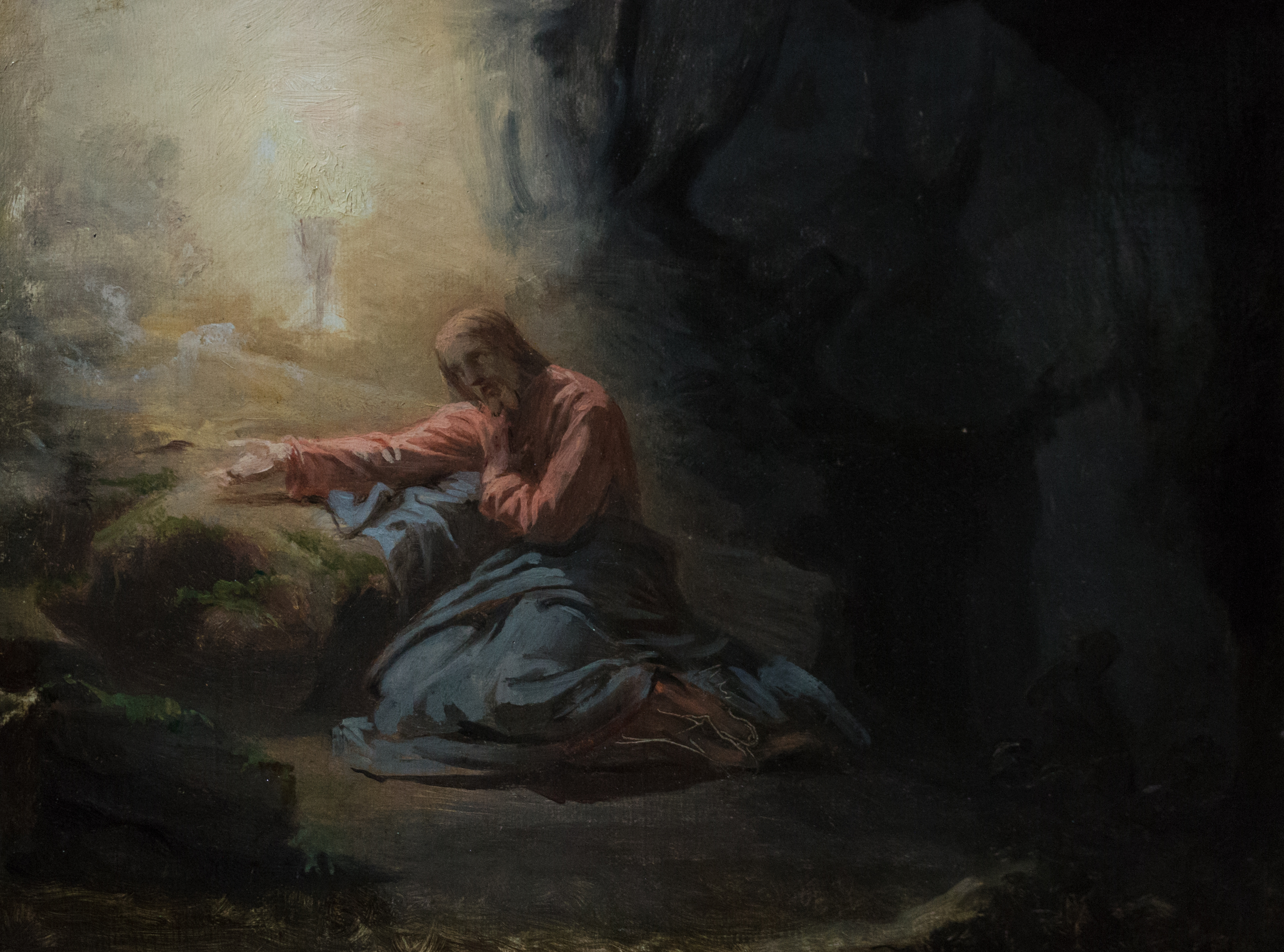
Le Christ au jardin des Oliviers. vers 1840-1850 (musée des Beaux-Arts d'Orléans)
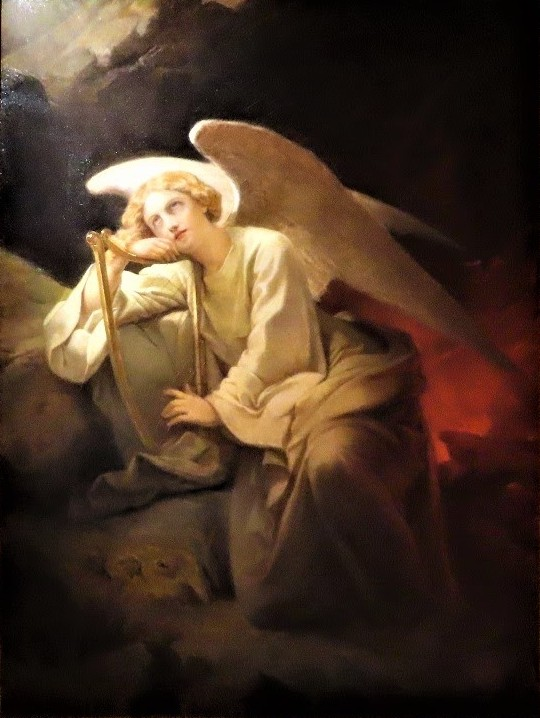
L'Ange exilé, 1861 (musée des Beaux-Arts d'Orléans)
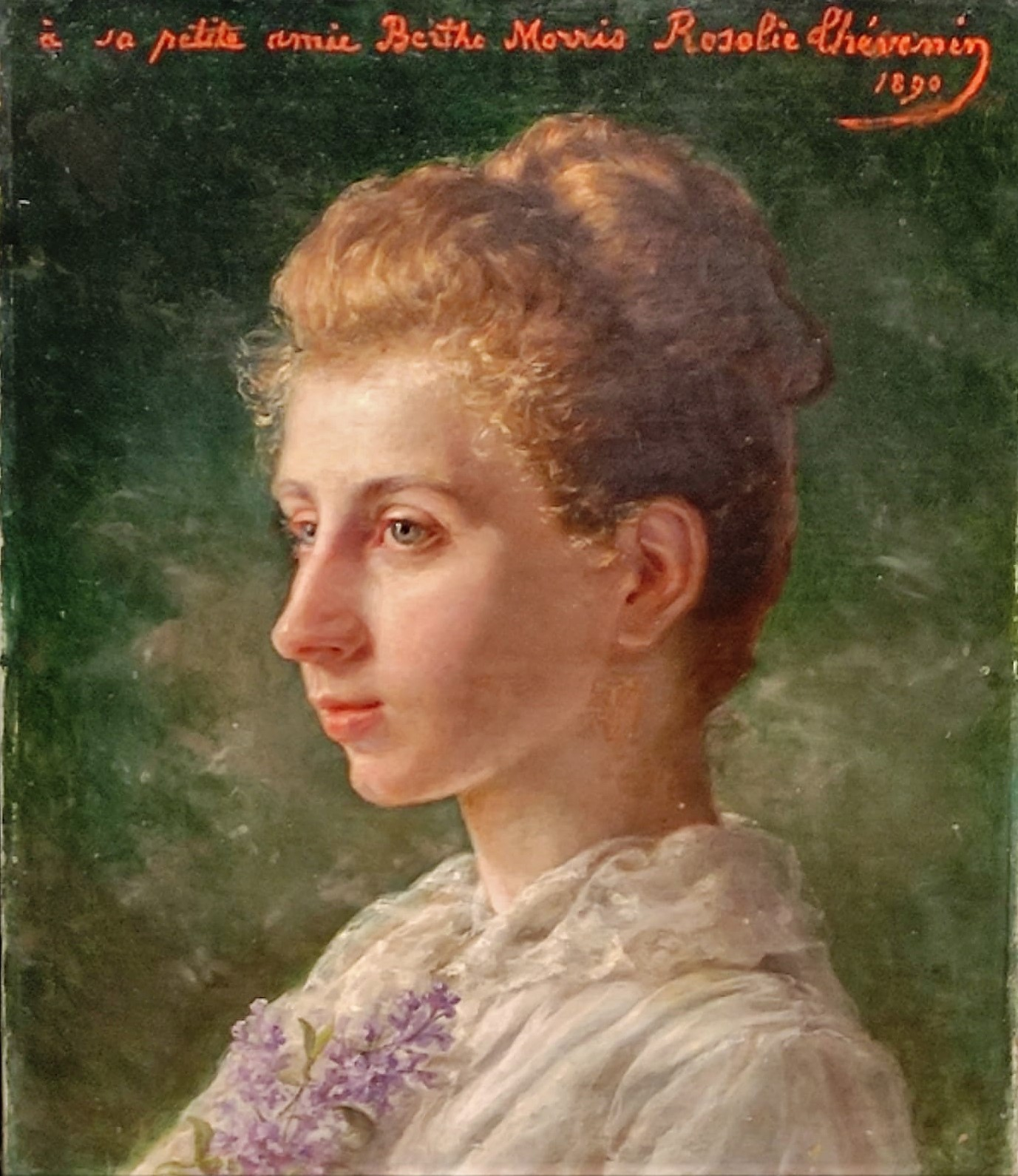
Portrait de Berthe Morris, 1890, collection privée

## Œuvres
- Orléans, musée des Beaux-Arts :
  - Tête de jeune femme, Salon de 1845, huile sur toile, 46 x 38 cm[4].
  - Le Christ au jardin des oliviers, huile sur toile, 21 x 27,5 cm[5].
  - Portrait de Léon Cogniet[6].
  - Portrait de Caroline Cogniet.
  - Autoportrait au gilet rouge.
  - Fleurs des bois.